# Murder Ballads
Murder Ballads este al nouălea album de studio al lui Nick Cave and the Bad Seeds, lansat în 1996 la Mute Records. După cum sugerează titlul său, albumul este format din balade noi și tradiționale despre crime, un gen de melodii care redă detaliile (și adesea consecințele) crimelor pasionale. 
Where the Roses Wild Wild Grow, un duet Cave – Kylie Minogue, a fost un single de succes și a primit două premii ARIA în 1996. Alți muzicieni de seamă invitați să contribuie la album sunt PJ Harvey și Shane MacGowan. 

## Detalii
Murder Ballads a fost cel mai mare succes comercial al trupei până în prezent, cel mai probabil ajutat de difuzarea masivă a videoclipului „Where the Wild Roses Grow” de pe MTV. MTV i-a atrubuit lui Cave premiul „cel mai bun artist masculin” din acel an, deși această nominalizare a fost retrasă ulterior la cererea lui Cave. Cave a spus mai târziu: „Am fost conștient de faptul că oamenii vor merge să cumpere albumul Murder Ballads și să-l asculte și să se întrebe «Pentru ce dracu am cumpărat asta?» pentru că piesa cu Kylie nu reprezintă niciun indiciu real cu privire la înregistrare”.
Prima melodie scrisă pentru album a fost „O'Malley's Bar”, când trupa înregistra Henry's Dream. Potrivit lui Cave, ideea pentru albumul Murder Ballads a provenit de la această melodie: „Nu am putut folosi «O'Malley's Bar» pe niciun alt disc. Așa că a trebuit să facem o înregistrare, un mediu în care cântecele ar putea exista.”

## Recepție
Murder Ballads au primit critici aproape unanim pozitive. Bill van Parys, de la Rolling Stone, a scris că „niciodată elementele maniacale nu au ridicat rahatul lui Cave la rang de artă ca în cazul Murder Ballads”, descriind albumul drept „performanța vieții lui Nick Cave”. Tony Scherman, de la Entertainment Weekly, a avertizat că Murder Ballads nu „era pentru scârțâit”, numindu-l „rară înregistrare pop care rezonează cu greutatea veacurilor”.  În The New York Times, Neil Strauss a considerat că albumul „spune mai mult decât povești”, adăugând: „Cave creează meticulos o fabulă macabră și apoi o distilă la o singură imagine a morții, în modul în care un fotograf aranjează o filmare în studio”. Într-un comentariu mixt, lui Chris Norris (Spin) complimentează „epopea sordidă și confesionalele întunecate” ale albumului. 
În presa muzicală engleză, Clark Collis a remarcat că Murder Ballads „se țese împreună într-o meditație asupra morții, atât de frumoasă și cu adevărat deprimantă”. Murder Ballads s-a clasat pe locul 16 pe lista Maker Melody din 1996 și pe locul 7 în NME.

## Lista melodiilor
Toate melodiile sunt scrise și compuse de Nick Cave, excepțiile sunt marcate. 
| Nr.             | Titlu                                                                                    | Lungime |  |
| 1.              | „Song of Joy”                                                                            | 6:47    |  |
| 2.              | „Stagger Lee”                                                                            | 5:15    |  |
| 3.              | „Henry Lee” (featuring PJ Harvey)                                                        | 3:58    |  |
| 4.              | „Lovely Creature”                                                                        | 4:13    |  |
| 5.              | „Where the Wild Roses Grow” (featuring Kylie Minogue)                                    | 3:57    |  |
| 6.              | „The Curse of Millhaven”                                                                 | 6:55    |  |
| 7.              | „The Kindness of Strangers”                                                              | 4:39    |  |
| 8.              | „Crow Jane”                                                                              | 4:14    |  |
| 9.              | „O'Malley's Bar”                                                                         | 14:28   |  |
| 10.             | „Death Is Not the End” (featuring Anita Lane, Shane MacGowan, PJ Harvey & Kylie Minogue) | 4:26    |  |
| Lungime totală: | Lungime totală:                                                                          | 58:43   |  |

## Contribuitori
Nick Cave and the Bad Seeds
- Nick Cave (1–10)
- Blixa Bargeld (1–8, 10)
- Martyn P. Casey (1–5, 7, 8)
- Mick Harvey (1–10)
- Conway Savage (2–5, 7, 9, 10)
- Jim Sclavunos (2, 4–6, 8, 10)
- Thomas Wydler (2–10)

Muzicieni invitați
- PJ Harvey  (3, 10)
- Terry Edwards (4)
- Katharine Blake (4)
- Kylie Minogue (5, 10)
- Jen Anderson (5)
- Sue Simpson (5)
- Kerran Coulter (5)
- Helen Mountfort (5)
- Hugo Race (6)
- Warren Ellis (6)
- Marielle Del Conte (7)
- Anita Lane (7, 10)
- Geraldine Johnston (8)
- Liz Corcoran (8)
- Shane MacGowan (10)
- Brian Hooper (10)

Corul Moron Tabernacle din „The Curse of Millhaven”
- Nick Cave
- Martyn P. Casey
- Conway Savage
- Thomas Wydler
- Warren Ellis
- Brian Hooper
- Spencer P. Jones
- Dave Graney
- Katharine Blake
- Clare Moore
- Rowland S. Howard
- James Johnston
- Ian Johnston
- Geraldine Johnston
- Astrid Munday

## Cântece
- „Stagger Lee” se bazează pe o melodie tradițională despre criminalul afro-american cu același nume. Versiunea lui Cave extrage cea mai mare parte a versurilor dintr-o transcriere din 1967 publicată în cartea din 1976 The Life: The Lore and Folk Poetry of the Black Hustler.
- „Henry Lee” se bazează, de asemenea, pe o melodie tradițională (sau două), adesea denumită Young Hunting. Este un duet cu PJ Harvey, o cântăreață britanică de rock care a fost într-o relație cu Cave la vremea respectivă.
- „Where the Wild Roses Grow” este un duet foarte popular alături de cântăreața pop australiană Kylie Minogue. Cave spune că cântecul tradițional „The Willow Garden” (care este pe fața B a single-ului „Where the Roses Wild Wild Grow”) a fost melodia care l-a inspirat să scrie „Where the Wild Roses Grow”.
- „The Curse of Millhaven” are loc în orașul fictiv Millhaven, creat de autorul Peter Straub.
- „Crow Jane” își împarte titlul cu o melodie tradițională de blues; Versiunea lui Cave pare a fi în întregime originală.
- „Death Is Not the End” este o melodie cu mai mulți vocaliști, precum Anita Lane, Kylie Minogue, PJ Harvey și Shane MacGowan, incluzându-i pe însuși Cave și tovarășii săi, bateristul Thomas Wydler și chitaristul Blixa Bargeld. Ei cântă fiecare verset în această preluare a unei melodii a lui Bob Dylan, singura melodie în care nu are loc moartea efectivă. Ulterior, Cave a descris-o ca fiind „doar un fel de semn de punctuație glumeț pentru întreg. Cântecul ăsta este o limbă pe obraz, chiar dacă cred că este o interpretare destul de frumoasă.”[3]